# Murawszczyzna (rejon postawski)
Murawszczyzna – dawna kolonia. Tereny na których leżała znajdują się obecnie na Białorusi, w obwodzie witebskim, w rejonie postawskim, w sielsowiecie Juńki.

## Historia
W czasach zaborów w granicach Imperium Rosyjskiego.
W dwudziestoleciu międzywojennym wieś a następnie kolonia leżała w Polsce, w województwie wileńskim, w powiecie duniłowickim (od 1926 postawskim), w gminie Miadzioł a następnie w gminie Hruzdowo.
Według Powszechnego Spisu Ludności z 1921 roku zamieszkiwało tu 107 osób, 5 było wyznania rzymskokatolickiego, 24 prawosławnego a 78 staroobrzędowego. Jednocześnie wszyscy mieszkańcy zadeklarowali białoruską przynależność narodową. Było tu 12 budynków mieszkalnych. W 1931 w 18 domach zamieszkiwało 122 osoby.
Wierni należeli do parafii rzymskokatolickiej i prawosławnej w Hruzdowie. Miejscowość podlegała pod Sąd Grodzki w Postawach i Okręgowy w Wilnie; właściwy urząd pocztowy mieścił się w Hruzdowie.
W 1938 roku kolonia należała do gromady Bijucie gminy Hruzdowo.